# José Luis Zárate
Œuvres principales
- La Route du sang et du sel

José Luis Zárate Herrera, né en 1966 à Puebla au Mexique, est un  écrivain mexicain, connu surtout pour ses œuvres de science-fiction.

## Œuvres
José Luis Zárate a publié de nombreux essais, poèmes et récits. Sa trilogie Las fases del mito (2001) est une de ses œuvres les plus connues. Il a remporté de nombreux prix nationaux et internationaux.
Il est aussi l'auteur de micronouvelles traduites en français : Les Petits Chaperons.

### Romans
- (es) Xanto: Novelucha libr, 1994
- (es) Fe de ratas (por entregas), 1997
- La Glace et le Sel, Actes Sud, coll. « Exofictions », 2017 ((es) La ruta del hielo y la sal, 1998)
- (es) Ventana 654. ¿Cuánto Falta para el Futuro?, 2004
- (es) La Máscara del Héroe, 2009
- (es) El tamaño del crimen, 2012